# エフワン
エフワンは、大阪市北区にある紳士服メーカーである。

## 概要
オーダーメイド紳士服の製造・販売を中心に、日本全国各地でチェーン店を展開している。
創立以来長らく三井物産の関連会社として資本参加を受け、大阪証券取引所にも上場していたが、2001年にグッドヒル（鳥取市）が三井物産から保有株式を取得、傘下に収めた。なお、グッドヒルの母体はエフワンの協力工場およびエリアフランチャイズであった「鳥取エフワン」であり、下請企業が元請を買収した形となる。その後、グッドヒルの完全子会社となり現在は非上場となっている。

## 関連人物・会社
- 吉岡利固
- グッドヒル（親会社）
- 新日本海新聞社（系列会社）
  - 鳥取県で日本海新聞、大阪府の一部で大阪日日新聞の地方紙2紙を発行。